# Con số đáng yêu
Con số đáng yêu (tiếng Thái: 13 เกมสยอง hoặc 13 Game Sayong, tiếng Anh: 13: Game of Death hoặc 13 Beloved) là một bộ phim kinh dị Thái Lan được phát hành vào ngày 5 tháng 10 năm 2006, do đạo diễn Chukiat Sakveerakul chỉ đạo thực hiện, với sự tham gia của Kritsada Sukosol, Ashita Sikkhamana, Sarunyu Wongkrachang và Nattapong Arunnet.
Con số đáng yêu là một bộ phim chuyển thể từ câu chuyện "13 Quiz Show" được xuất bản trong bộ truyện tranh "Tuyển tập truyện ngắn trong tâm trí " (tiếng Anh: My Mania; tiếng Thái: รวมเรื่องสั้นจิตหลุด) của Eksit Thairat , một họa sĩ truyện tranh Thái Lan. Bộ phim thành công nhận được giải thưởng Giải Nam diễn viên chính xuất sắc nhất của Krisada Sukosol từ Giải thưởng Điện ảnh Quốc gia Suphannahong lần thứ 16 năm 2006 của Thái Lan.
Phần tiền truyện của 13 Trò chơi kinh dị đã được thực hiện, bao gồm một phim ngắn có tên 11 (hoặc Earthcore), 12 Begin và phần tiếp theo có tên 14 Beyond.
Phim đã được mua bản quyền để làm thành bộ phim của Hollywood với tên gọi 13 Tội lỗi do đạo diễn người Đức Daniel Stamm chỉ đạo (bởi Công ty Weinstein).

## Nội dung
Phuchit Puengnathong (Noi Wong Pru) Nhân viên bán nhạc cụ bị sa thải sau khi không đạt được mục tiêu của công ti. Ngoài ra, người yêu của anh còn bỏ đi theo người mới. Các khoản nợ ngày càng nhiều, anh còn phải tiêu tiền cho người em gái đang tuổi ăn học và người mẹ phải một mình nuôi nấng anh và những đứa em của anh từ khi anh còn nhỏ. Và cả những chiếc xe không dùng hơn 3 tháng cũng bị tịch thu ngay trước mắt anh. Và cho đến lúc đó, điều bất ngờ là anh ấy là người được chọn.
Khi điện thoại di động đổ chuông Một giọng nói bí ẩn từ đầu dây bên kia lôi kéo anh ta vào "13 BELOVED", một trò chơi 13 câu hỏi đầy thử thách trong cuộc sống, nơi anh ta tìm ra câu trả lời và chơi với những phần thưởng hấp dẫn. Tức là, khi vượt qua mỗi bài toán, số tiền tích lũy sẽ nhân lên, sẽ được gửi vào tài khoản ngân hàng mà anh ấy có thể kiểm tra ngay lập tức và nếu anh ấy hoàn thành tất cả 13 hạng mục, số tiền tích lũy sẽ lên đến 100 triệu Bát Thái Lan, kèm theo điều kiện rằng bất cứ khi nào anh ta ngừng chơi, tất cả số tiền tích lũy sẽ bị hủy bỏ. Nếu bạn nói cho người khác biết, trò chơi sẽ bị huỷ. Và nếu bạn cố gắng gọi lại số đó để tham gia một lần nữa, trò chơi đã kết thúc.

## 13 trò chơi
1. Đập chết một ruồi bằng báo.
2. Ăn chính con ruồi đã bị giết vừa nảy.
3. Khiến ít nhất 3 đứa trẻ phải khóc.
4. Kiếm tiền (thực chất là ăn cắp) từ một người ăn xin tật nguyền.
5. Ăn phân chó trong một nhà hàng Trung Quốc.
6. Đưa điện thoại cho người bị điên.
7. Trộm điện thoại di động của một nhóm sinh viên kỹ thuật để vượt qua bàn tiếp theo.
8. Đưa ông cụ (bác Chiu) ra khỏi giếng đã chết từ 10 ngày nay và gọi điện cho người thân sắp xếp tang lễ trong vòng 10 phút.
9. Đối phó với bạn gái mới của một con mèo cùng một chiếc ghế có biểu tượng giống như trò chơi đánh vào đầu bạn trai mới của mèo.
10. Chạy trốn khỏi bệnh viện mà không bị cảnh sát bắt.
11. Giúp bà bà lão bằng cách treo dây để phơi quần áo, nhưng thực chất dây là dây thép gay để giết một nhóm băng nhóm đua xe, dây chặt đứt đầu cả băng nhóm.
12. Giết một con bò bằng một thanh kiếm Samurai và ăn nó để lấy chìa khóa để vào cấp độ cuối cùng của trò chơi.
13. Giết chính cha của mình đang bị trói trên ghế.
Điều đặc biệt từ số 11 không cho phép bạn bè can thiệp vào trò chơi. Bằng cách chọn giết một người bạn hay giết con chó của một người bạn, hãy thực hiện 13 yêu cầu với số tiền 100 triệu Bạt Thái.